# ألكسندر ستيبين
ألكسندر ستيبين (بالروسية: Стёпин, Александр Валерьевич)‏ هو لاعب كرة قدم روسي في مركز الوسط، ولد في 7 فبراير 1972 في بريانسك في Briansk Principality ‏. لعب مع بالتيكا كالينينغراد ودينامو بريانسك.